# Erethizontinae
Erethizontinae — підродина гризунів з родини голкошерстових. Підродина включає всі види родини, за винятком Chaetomys subspinosus, які класифікуються у власну підродину Chaetomyinae.